# 1,2-Dioxolan
1,2-Dioxolan ist eine chemische Verbindung aus der Gruppe der Heterocyclen. Es ist eines der beiden möglichen Isomere; das andere ist 1,3-Dioxolan. Die beiden Isomere haben einen entscheidenden Unterschied in ihrer Reaktivität, da bei 1,2-Dioxolan ein Endoperoxid vorliegt, während es sich bei 1,3-Dioxolan um ein Acetal von Formaldehyd handelt.

## Vorkommen
1,2-Dioxolan ist in einigen Naturstoffen eine Untereinheit. Prominente Beispiele sind Prostaglandin G2 und H2.

## Gewinnung und Darstellung
1,2-Dioxolan kann aus 1,3-Propandiol synthetisiert werden, indem beide Hydroxygruppen triflyliert werden und das triflylierte Zwischenprodukt mit Bis(tributylzinn)peroxid umgesetzt wird. Die dabei ablaufende Reaktion folgt einem doppelten Additions-Eliminierungs-Mechanismus. Pro Produkt-Molekül entstehen zwei Moleküle Tributylzinntriflat als Nebenprodukt. Das Produkt kann so theoretisch quantitativ erhalten werden; die Isolation des Produktes ist bei dieser Synthese jedoch schwer. Nach derselben Methode lassen sich auch größere Ringe mit Endoperoxiden synthetisieren, wie zum Beispiel 1,2-Dioxan, 1,2-Dioxepan und 1,2-Dioxocan, wobei die Ausbeute stets geringer ist als bei 1,2-Dioxolan.
Eine 1986 vorgestellte Synthese beruht auf der radikalischen Ringöffnung von Cyclopropan mittels N-Bromsuccinimid und Wasserstoffperoxid, was zu einem β-Bromhydroperoxid führt. Dieses wird wiederum durch die Bromid-Abstraktion mit Silber(I)-oxid zum Dioxolanring geschlossen. Es entsteht jeweils stöchiometrisch Silberbromid und Silberhydroxid als Nebenprodukte.